# من یک خیمه‌شب‌باز هستم
من یک خیمه‌شب‌باز هستم (انگلیسی: I'm a Marionette) ترانه‌ای از ابرگروه سوئدی موسیقی پاپ آبا است که در سال ۱۹۷۷ منتشر شد.
این ترانه در سال ۲۰۱۳ توسط گروه هوی متال سوئدی گُست بازخوانی شد.